# Druidstone: The Secret of the Menhir Forest
Druidstone: The Secret of the Menhir Forest — компьютерная тактическая ролевая игра, разработанная и выпущенная Ctrl Alt Ninja в 2019 году.

## Игровой процесс
Каждая миссия игры является своего рода головоломкой, требующей от игрока расчета последовательности действий, движений и атак. Миссии отличаются разнообразием и их цели не сводятся к уничтожению всех противников на карте. Более того зачастую это просто невозможно — враг может получать подкрепления пока герои под управлением игрока не выполнят задание.
Каждая миссия помимо основной цели предлагает дополнительные поручения, выполнение которых даёт игроку бонусы — деньги, опыт, улучшения для умений и снаряжения. Некоторые миссии обходятся без сражений вовсе и посвящены решению паззлов с рычагами, нажимными плитами и т. д. Уже пройденные миссии можно переигрывать вновь. Герои при этом получают меньше опыта, однако это позволяет выполнить дополнительные задания, которые игрок пропустил или не смог выполнить ранее.
Управляемые игроком три героя являются классическими воином, лучницей и магом, каждому доступны соответствующие классу навыки. На глобальной карте доступен магазин снаряжения. Все персонажи обладают способностью поднять отправленного в нокаут союзника, лучница также может с помощью магии поднять героя с полным здоровьем. Кроме того один раз за миссию она может повернуть время вспять и позволить переиграть все действия с последнего хода.
С повышением уровня персонажи получают новые навыки — один из нескольких на выбор игрока. Способности могут быть усилены драгоценными камнями, причём это улучшение не является перманентным — игрок в дальнейшем может поменять своё решение и перераспределить камни как на глобальной карте, так и прямо во время сражения.

## Разработка
Игра является дебютным проектом студии Ctrl Alt Ninja Ltd. Её сотрудники уже имели опыт разработки ролевых игр — ранее они работали в студии Almost Human, создавшей dungeon crawl игру Legend of Grimrock и её сиквел.

## Восприятие
| Сводный рейтинг       | Сводный рейтинг |
| Агрегатор             | Оценка          |
| --------------------- | --------------- |
| Metacritic            | 78/100          |
| Иноязычные издания    |                 |
| Издание               | Оценка          |
| RPGFan                | 85/100          |
| Русскоязычные издания |                 |
| Издание               | Оценка          |
| StopGame.ru           | Изумительно     |

По данным агрегатора Metacritic игра получила в основном положительные оценки от критиков.